# 無黨團結聯盟
無黨團結聯盟，簡稱無盟或無黨聯盟，中華民國的政黨之一，名稱容易被誤認為非政黨，首屆黨主席為張博雅。於2004年6月15日成立，發起人為10位第五屆立法委員，包括不少曾在主要政黨立委初選中失利的政治人物以及地方政壇的有力人士。過去在立法院及地方議會中的立場較傾向泛藍，亦在多次立委選舉中獲中國國民黨禮讓參選。2008年時曾超越親民黨，成為國會第三大黨，2012年衰退至第五大黨並解散黨團，歷經席次變動之後僅剩高金素梅一席，並被親民黨和臺灣團結聯盟所超越。2019年時任黨主席林炳坤宣布引退，2020年高金素梅以無黨籍當選連任、加入國民黨團運作，由此無盟國會席次歸零，但再次超越親民黨，因親民黨國會席次也歸零，再加上地方縣市議員親民黨較少。2022年選舉擁有8席縣市議員。2024年立委選舉時時代力量國會席次歸零，且在地方議員席次低於無盟本黨8席，因此無黨團結聯盟成為全國第四大黨。
由於臺灣縣市議會僅須有3位黨籍議員即可組織政黨黨團，未能組織黨團的小黨議員與無黨籍議員雖能組織「議會政團」，但通常須有該議會五分之一以上的議員加入且人數不得少於三人才能組織，以此規定使不少有意組織黨（政）團的無黨籍議員選擇加入無黨團結聯盟以使用其名義建立黨團，而未加入無聯的無黨籍議員與小黨議員也能申請加入無黨團結聯盟議會黨團的運作。惟加入無黨團結聯盟黨團的議員除了黨團事務外，多半不以無盟黨員的身份進行政治活動，仍以無黨籍議員自居，無盟亦無黨中央在運作。

## 歷史
2004年9月，立法委員瓦歷斯·貝林、呂新民、林炳坤、顏清標、何金松、陳進丁、邱創良、蔡豪、鄭余鎮、高金素梅等人成立無黨團結聯盟立法院黨團；後來又加入退出民進黨的立委朱星羽。無盟主打中道力量，彙集了過去民主聯盟、無黨籍聯盟與全國民主非政黨聯盟等立法院無黨籍政團的政治人物，創黨時張博雅為黨主席，秘書長則為前立法委員陳傑儒。
2004年，第六屆立法委員選舉，無盟提名二十六名區域立委候選人、五名全國不分區候選人與一名僑選立委候選人參與選戰，但僅於區域立委獲得六席。2005任務型國代選舉中，反對修憲的無盟也只獲得兩席；同年縣市長與縣市議員選舉，無盟在全台大多都有提名，但是縣市長和縣市議員都無人當選，僅當選一位金門縣金湖鎮鎮長李成義。
2008年，第七屆立法委員選舉首次採單一選區兩票制，無盟在區域立委共推舉5位尋求連任（林炳坤、顏清標、高金素梅、陳進丁、李和順），而具無盟籍的蔡豪則改以無黨籍參選；不分區推舉2席（劉憶如、陳傑儒），其中僅有陳進丁未獲國民黨禮讓參選，在當時共當選3席：林炳坤（澎湖縣選區）、顏清標（臺中縣第二選區）、高金素梅（山地原住民選區），不分區立委共得68,527張票，但因得票率不足百分之一、未超過百分之五，所以不分區當選人數為0人，但是無盟也成為立法院的第三大黨。
2011年3月1日，新北市議會成立無盟黨團，成員包括蔡錦賢、廖裕德等無黨籍議員。2012年，臺南市也成立無盟黨團，10位無黨籍議員加入黨團運作，為無盟在地方議會第二個黨團。
2012年，第八屆立法委員選舉中，黨魁林炳坤在澎湖縣選區敗給時任民進黨籍的澎湖縣議員楊曜，使無盟在立法院席次中減少到兩席，無法組成黨團運作。
2012年11月28日，顏清標因遭判刑褫奪公權，立法委員自此僅剩高金素梅一席。
2014年，桃園縣改制為直轄市桃園市，桃園市議會成立無盟黨團。
2014年，彰化縣議會成立無盟黨團。
2015年，澎湖縣議會成立無盟黨團。
2015年，臺中市議會成立無盟黨團。
2016年，第九屆立法委員選舉中，無盟僅有高金素梅參選山地原住民選舉區取得一席，不分區得票率在澎湖拿下第二高票但合計僅0.6%而未獲得席次。至此，由於在2004年後的兩次不分區立委逕提名權已於此次選舉使用完畢且均未突破2%門檻，下屆起之立委選舉，無黨團結聯盟須提名十名區域或原住民立委候選人才可提出不分區立委名單。
2019年10月，主席林炳坤宣布自政壇引退並不參與即將到來的總統立委大選；同年11月，立法院僅存的高金素梅恢復以無黨籍登記參選，無黨團結聯盟亦未提名任何候選人，即使高金素梅終以選區最高票順利連任，其無盟黨籍亦隨著2020年1月31日當屆立委任期結束後而在立法院註銷，無黨團結聯盟正式退出立法院。選後，恢復以無黨籍參政的高金素梅加入中國國民黨立法院黨團運作。

## 歷任黨主席
黨主席
| 任次 | 肖像 | 姓名   | 任職時間                     | 備註 |
| ---- | ---- | ------ | ---------------------------- | ---- |
| 1    |      | 張博雅 | 2004年6月15日－2007年6月15日 |      |
| 2    |      | 林炳坤 | 2007年6月15日－現任          |      |

榮譽主席
| 任次 | 肖像 | 姓名   | 任職時間        | 備註 |
| ---- | ---- | ------ | --------------- | ---- |
| 1    |      | 顏清標 | 2004年6月15日－ |      |

## 歷屆選舉推薦候選人當選者
- 立法委員
  - 第六屆：顏清標、陳進丁、李和順、蔡豪、林炳坤
  - 第七屆：顏清標、林炳坤、高金素梅
  - 第八屆：顏清標、高金素梅
  - 第九屆：高金素梅
- 國民大會代表
  - 2005年：吳慶堂、朱星羽（因喪失黨籍改由顏寬遞補當選）[14]
- 直轄市議員（六都）
  - 高雄市
    - 第二屆：黃石龍、李順進
    - 第三屆：李順進、朱信強
    - 第四屆：李順進、朱信強

  - 新北市
    - 第三屆：蔡錦賢、游輝宂
    - 第四屆：蔡錦賢、馬見Lahuy．Ipin

  - 臺南市
    - 第四屆：林冠維、杜素吟、周奕齊
- 縣（市）議員
  - 澎湖縣
    - 第十九屆：胡松榮
    - 第二十屆：胡松榮
- 鄉（鎮、市、原住民區）長
  - 金門縣金湖鎮
    - 第 八、九屆：李成義

## 歷屆地方議會黨團
請注意以下所列議員並不見得擁有無黨團結聯盟黨籍，其中包括無黨籍議員或小黨議員因在議會未能組織政團或黨團而參與無黨團結聯盟黨團運作。
- 新北市議會無黨團結聯盟黨團
  - 第一屆（2010-2014）：蔡錦賢、廖裕德，宋進財、金中玉、游輝廷、蘇有仁（當選無效）[15]、李翁月娥
  - 第二屆（2014-2018）：蔡錦賢、廖裕德（當選無效）[16]、金中玉、蘇有仁、游輝宂、李翁月娥、李婉鈺（遞補當選）[17]、張晉婷（當選無效）[18]
  - 第三屆（2018-2022）：蔡錦賢、金中玉、馬見 Lahuy lpin
  - 第四屆（2022-2026）：蔡錦賢、馬見Lahuy Ipin，無黨籍或他黨加入：李翁月娥、宋雨蓁 Nikar Falong、陳世軒[19]

- 桃園市議會無黨團結聯盟黨團
  - 第一屆（2014-2018）：張運炳、莊玉輝、歐炳辰、蘇志強、劉勝全、劉曾玉春、李雲強
  - 第二屆（2018-2022）：莊玉輝、楊進福、劉勝全、劉曾玉春、謝美英、劉熒隆、李家興、牛煦庭、段樹文（遞補當選）[20]、蘇志強（因案解職）[21]、張運炳（當選無效）[22]、歐炳辰（因案解職）[23]
  - 第三屆（2022-2026）：李家興、于北辰、劉勝全、謝美英、劉曾玉春、楊進福、張秀菊、蘇偉恩、許更生、段樹文，以上議會黨籍資訊皆為無盟[24]

- 臺中市議會無黨團結聯盟黨團
  - 第二屆（2014-2018）：張滄沂、張立傑、尤碧鈴[25]

- 臺南市議會無黨團結聯盟黨團
  - 第一屆（2010-2014）：郭秀珠、杜素吟、施重男、林炳利、李宗富（當選無效）[26]、曾順良、林慶鎮、張伯祿、陳進雄（當選無效）[27]、 謝財旺、陳特清、黃郁文（遞補當選後又因案解職）[28]、趙昆原（遞補當選）[29]
  - 第二屆（2014-2018）：郭秀珠、杜素吟、林炳利、曾順良、林慶鎮、 謝財旺、趙昆原、蔡秋蘭、梁順發、林阳乙
  - 第三屆（2018-2022）：趙昆原、謝財旺、林阳乙、杜素吟、吳禹寰
  - 第四屆（2022-2026）：林冠維、杜素吟、周奕齊，以下為無黨或他黨加入黨團：趙昆原、陳昆和、邱昭勝、黃麗招、曾之婕、吳禹寰、穎艾達利

- 高雄市議會無黨團結聯盟黨團
  - 第二屆（2014-2018）：黃石龍、李順進、徐榮延（遞補當選）[30]
  - 第三屆（2018-2022）：朱信強、李順進、陳善慧、吳益政
  - 第四屆（2022-2026）：朱信強、李順進以下為無黨或他黨加入：陳善慧

- 彰化縣議會無黨團結聯盟黨團
  - 第十八屆（2014-2018）：張瀚天、黃玉芬、劉景滄、張雪如、陳光輝、林宗翰、郭國賓（當選無效）[31]、張永泉（當選無效）[32]
  - 第二十屆（2022-2026）：以下為無黨或他黨加入：吳淑娟、陳銌銌、施佩妤、郭燕陵、張春洋、林宗翰、陳重嘉 [33]

- 澎湖縣議會無黨團結聯盟黨團
  - 第十八屆（2014-2018）：胡松榮、張再興、葉明縣

## 參選狀況

### 立法委員選舉
| 選舉名稱                 | 得票數                     | 得票率                      | 提名席次 | 當選席次 | 當選名單 |
| ------------------------ | -------------------------- | --------------------------- | -------- | -------- | --- |
| 2004年第六屆立法委員選舉 | 353,164                    | 3.63%                       | 32       | 6        | 顏清標（臺中縣）、陳進丁（彰化縣）、李和順（臺南縣）、蔡豪（屏東縣）、林炳坤（澎湖縣）、高金素梅（山地原住民） |
| 2008年第七屆立法委員選舉 | 區域:219,305 不分區:68,527 | 區域:2.2514% 不分區:0.7006% | 5        | 3        | 顏清標（臺中縣第二選舉區）、林炳坤（澎湖縣）、高金素梅（山地原住民）                                           |
| 2012年第八屆立法委員選舉 | 139,341                    | 1.08%                       | 3        | 2        | 顏清標（臺中市第二選舉區）、高金素梅（山地原住民）                                                             |
| 2016年第九屆立法委員選舉 | 不分區：77,672             | 不分區：0.64%               | 8        | 1        | 高金素梅（山地原住民）                                                                                         |

### 國民大會代表選舉
| 選舉名稱                     | 得票數 | 得票率 | 提名席次 | 當選席次/總席次 | 當選名單                                 |
| ---------------------------- | ------ | ------ | -------- | --------------- | ---------------------------------------- |
| 2005年任務型國民大會代表選舉 | 25,162 | 0.65%  | 30       | 2/300           | 吳慶堂、朱星羽（因喪失黨籍由顏寬恒遞補） |

### 直轄市議員選舉
| 選舉名稱                             | 得票數  | 得票率 | 提名席次 | 當選席次 | 當選人 |
| ------------------------------------ | ------- | ------ | -------- | -------- | --- |
| 2006年中華民國直轄市市長暨市議員選舉 | 197     | 0.02%  | 1        | 0/96     | 無 |
| 2014年中華民國直轄市議員選舉         | 55,103  | 0.67%  | 5        | 2/375    | 黃石龍（高雄市）、李順進（高雄市） |
| 2018年中華民國直轄市議員選舉         | 84,925  | 1.00%  | 5        | 4/380    | 蔡錦賢（新北市）、游輝宂（新北市）、朱信強（高雄市）、李順進（高雄市）                                                                |
| 2022年中華民國直轄市議員選舉         | 107,228 | 1.38%  | 8        | 7/377    | 蔡錦賢（新北市）、馬見Lahuy．Ipin（新北市）、林冠維（臺南市）、杜素吟（臺南市）、周奕齊（臺南市）、朱信強（高雄市）、李順進（高雄市） |

### 縣市議員選舉
| 選舉名稱                           | 得票數 | 得票率 | 提名席次 | 當選席次 | 當選人           |
| ---------------------------------- | ------ | ------ | -------- | -------- | ---------------- |
| 2005年中華民國縣市長暨縣市議員選舉 | 2,939  | 0.333% | 2        | 0/901    | 無               |
| 2014年中華民國縣市議員選舉         | 579    | 0.001% | 1        | 0/532    | 無               |
| 2018年中華民國縣市議員選舉         | 3,483  | 0.09%  | 3        | 1/532    | 胡松榮（澎湖縣） |
| 2022年中華民國縣市議員選舉         | 1,696  | 0.05%  | 1        | 1/533    | 胡松榮（澎湖縣） |

### 鄉鎮市長選舉
| 選舉名稱                         | 得票數 | 得票率  | 提名席次 | 當選席次 | 當選人                 |
| -------------------------------- | ------ | ------- | -------- | -------- | ---------------------- |
| 2003年金門縣金湖鎮第八屆鎮長補選 | 1,657  | 38.48%  | 1        | 1        | 李成義                 |
| 2005年中華民國鄉鎮市長選舉       | 3,523  | 0.0471% | 1        | 1/319    | 李成義（金門縣金湖鎮） |

### 村里長選舉
| 選舉名稱                 | 得票數 | 得票率 | 提名席次 | 當選席次 | 當選人 |
| ------------------------ | ------ | ------ | -------- | -------- | ------ |
| 2014年中華民國村里長選舉 | 195    | ~0.01% | 1        | 0/7,851  | 無     |

## 外部連結
- 無黨團結聯盟的Facebook專頁（已無運作）